# NGC 1784
NGC 1784 је спирална галаксија у сазвежђу Зец која се налази на NGC листи објеката дубоког неба.
Деклинација објекта је - 11° 52' 16" а ректасцензија 5h 5m 27,1s. Привидна величина (магнитуда) објекта NGC 1784 износи 11,7 а фотографска магнитуда 12,4. Налази се на удаљености од 29,911 милиона парсека од Сунца. NGC 1784 је још познат и под ознакама MCG -2-13-42, IRAS 05030-1156, PGC 16716.